# Neuses am Raueneck
Neuses am Raueneck (amtlich: Neuses a.Raueneck) ist ein Gemeindeteil der Stadt Ebern im unterfränkischen Landkreis Haßberge in Bayern.

## Geografie
Das Kirchdorf liegt im östlichen Teil des Landkreises in einer Talmulde, die vom Albersdorfer Mühlbach, einem rechten Zufluss der Baunach, durchflossen wird. Etwa zwei Kilometer südöstlich von dem Dorf, am westlichen Bergausläufer des 431 Meter hohen Haubeberges, liegt die namensgebende Burg Rauheneck. Die Kreisstraßen HAS 50 nach Vorbach sowie HAS 48 von Bramberg nach Kraisdorf führen durch den Ort.

## Geschichte
Der Ortsname bedeutet „der neue Sitz“ und weist auf einen Adelssitz hin.
1157 wurde Neuses am Raueneck erstmals indirekt mit dem Zeugen „Herimannvs de niuseze“ in einer Urkunde genannt. Eine weitere Nennung war 1232 in der Teilungsurkunde des Würzburger Bischofs Hermann, in der Ebern von der Pfarrei Pfarrweisach getrennt wurde und unter anderem „Neuses“ bei der Mutterkirche verblieb. 1244 übergab Ludwig von Raueneck dem Bischof von Würzburg ein Lehen in „Nuseze“. Herren des Ganerbendorfes waren unter anderem die von Lichtenstein und Fuchs zu Schweinshaupten.
1862 wurde die Landgemeinde Neuses am Raueneck in das neu geschaffene bayerische Bezirksamt Ebern eingegliedert. Das Kirchdorf zählte im Jahr 1871 96 Einwohner, von denen 84 katholisch und 12 protestantisch waren, und 20 Wohngebäude. Es gehörte zur katholischen und evangelischen Pfarrgemeinde im 4,5 Kilometer entfernten Jesserndorf. Eine katholische Bekenntnisschule befand sich im 3,0 Kilometer entfernten Vorbach, die evangelische in Brünn. 1900 hatte die 259,10 Hektar große Gemeinde 87 Einwohner und 23 Wohngebäude. und 1925 lebten in Neuses 97 Personen, von denen 86 katholisch waren, in 17 Wohngebäuden.
1950 hatte das Kirchdorf 121 Einwohner und 20 Wohngebäude. Es gehörte weiterhin zur katholischen und evangelischen Pfarrgemeinde in Jesserndorf. Im Jahr 1961 zählte Neuses 103 Einwohner und 21 Wohngebäude. 1970 waren es 105 und 1987 89 Einwohner sowie 24 Wohngebäude mit 29 Wohnungen.
Am 1. Juli 1971 wurde Neuses nach Unterpreppach eingegliedert. Am 1. Juli 1972 folgte mit Unterpreppach die Eingemeindung nach Ebern und im Rahmen der Gebietsreform die Auflösung des Landkreises Ebern. Neuses kam zum Haßberg-Kreis.

## Baudenkmäler

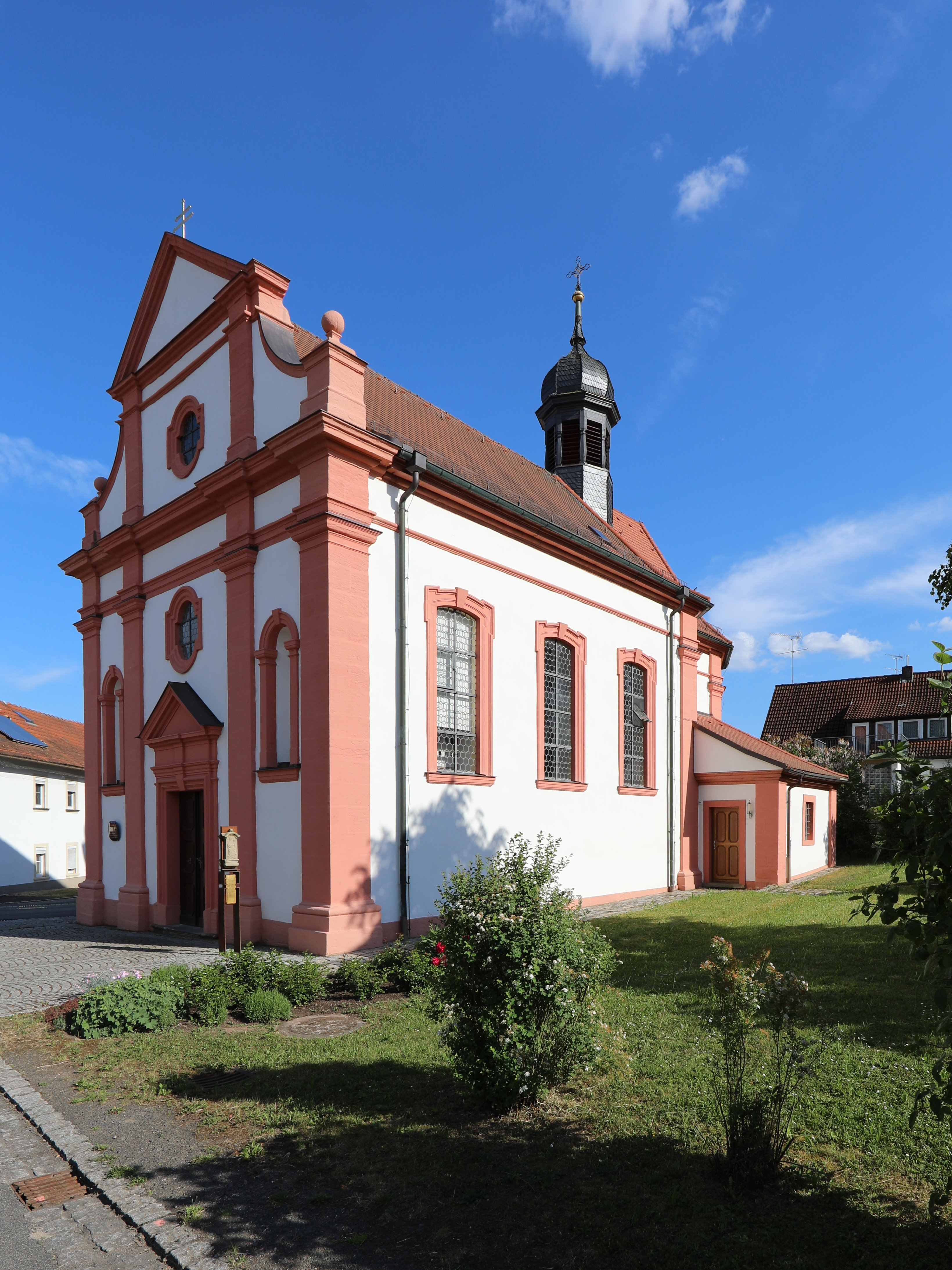
Katholische Filialkirche Mariä Heimsuchung

Die katholische Filialkirche Mariä Heimsuchung wurde ab 1748 errichtet und 1751 geweiht. Es ist ein Saalbau mit einer Giebelfassade und einem eingezogenen Chor. Die Fassade schmücken Sandsteingliederungen. Den oberen Abschluss bildet ein Satteldach mit einem Dachreiter und Zwiebelhaube. Vor der Kirche befindet sich eine Stele mit Seitenteilen eines Bildstockkopfes aus dem 18. Jahrhundert. Die Orgel ist ein Werk des Orgelbaumeisters Georg Weishaupt aus Westendorf von 2009. Sie hat einen dreiteiligen Prospekt, sieben Register auf einem Manual und Pedal.